# Kamo Mphela
Kamogelo Matona, née le 29 novembre 1999, plus connue sous le nom de Kamo Mphela, est une danseuse et chanteuse sud-africaine. Elle se fait connaître grâce à des vidéos d'elle en train de danser sur les médias sociaux, puis devient une des stars féminines d’un nouveau style de musique : l’amapiano.

## Biographie
Kamo Mphela naît à Soweto en 1999, en Afrique du Sud, et  y grandit. Elle fait des études sur les médias à la Boston Media House, à Johannesbourg.
Sa passion pour la danse commence dès son plus jeune âge, lorsqu'elle accompagne son père, qui travaille à une radio de Johannesbourg, YFM. Lors d'événements, elle se produit sur scène et danse, ce qui lui permet de commencer à se faire connaître. Elle accroît ensuite sa notoriété comme artiste en postant des vidéos sur Instagram où elle montre ses talents de danseuse.
Avant de poursuivre sa carrière de danseuse, elle tente de devenir actrice et fait de la figuration dans le feuilleton télévisé, Isibaya, mais elle privilégie finalement une carrière d’artiste en tant que danseuse lors de concerts. Ses talents de danseuse en font une des stars d’un style de musique sud-africain né en 2012 et qui explose en Afrique et au delà de l’Afrique au début des années 2020, l’ amapiano,. Elle y gagne le surnom de «Reine de l'Amapiano»,.
En 2019, elle signe avec Major League Music et  sort un EP intitulé Twentee. Elle diffuse des titres telles que Suka Emabozen et Menemene et collabore avec la chanteuse sud-africaine Busiswa sur le single Sbwl. Elle participe aussi au single de MFR Soulz Amanikiniki, classé numéro 1 dans le Top 10 de la musique house de Good Hope FM. Elle  joue et travaille avec des musiciens d'Afrique australe tels que Nadia Nakai et Killer Kau. Elle participe en tant que chanteuse et danseuse à des chansons d'amapiano telles que Sukendleleni et Labantwana Ama Uber. Outre l'amapiano, elle danse également sur d'autres genres musicaux populaires sud-africains comme par exemple le gqom ou le kwaito.

## Discographie
- 2019 : Twentee[12].
- 2021 : Nkulunkulu[13].